# فرودگاه کلینتون کاونتی
فرودگاه کلینتون کاونتی (به انگلیسی: Clinton County Airport) یک فرودگاه همگانی بهره‌برداری هوایی با کد یاتا PLB است که یک باند فرود آسفالت دارد و طول باند آن ۱۵۲۴ متر است. این فرودگاه در شهر پلاتس بورگ، نیویورک کشور ایالات متحده آمریکا قرار دارد و در ارتفاع ۱۱۳ متری از سطح دریا واقع شده‌است.